# Finckenfang
Der Finckenfang ist ein 394 m hoher Berg in Sachsen.

## Geografische Lage

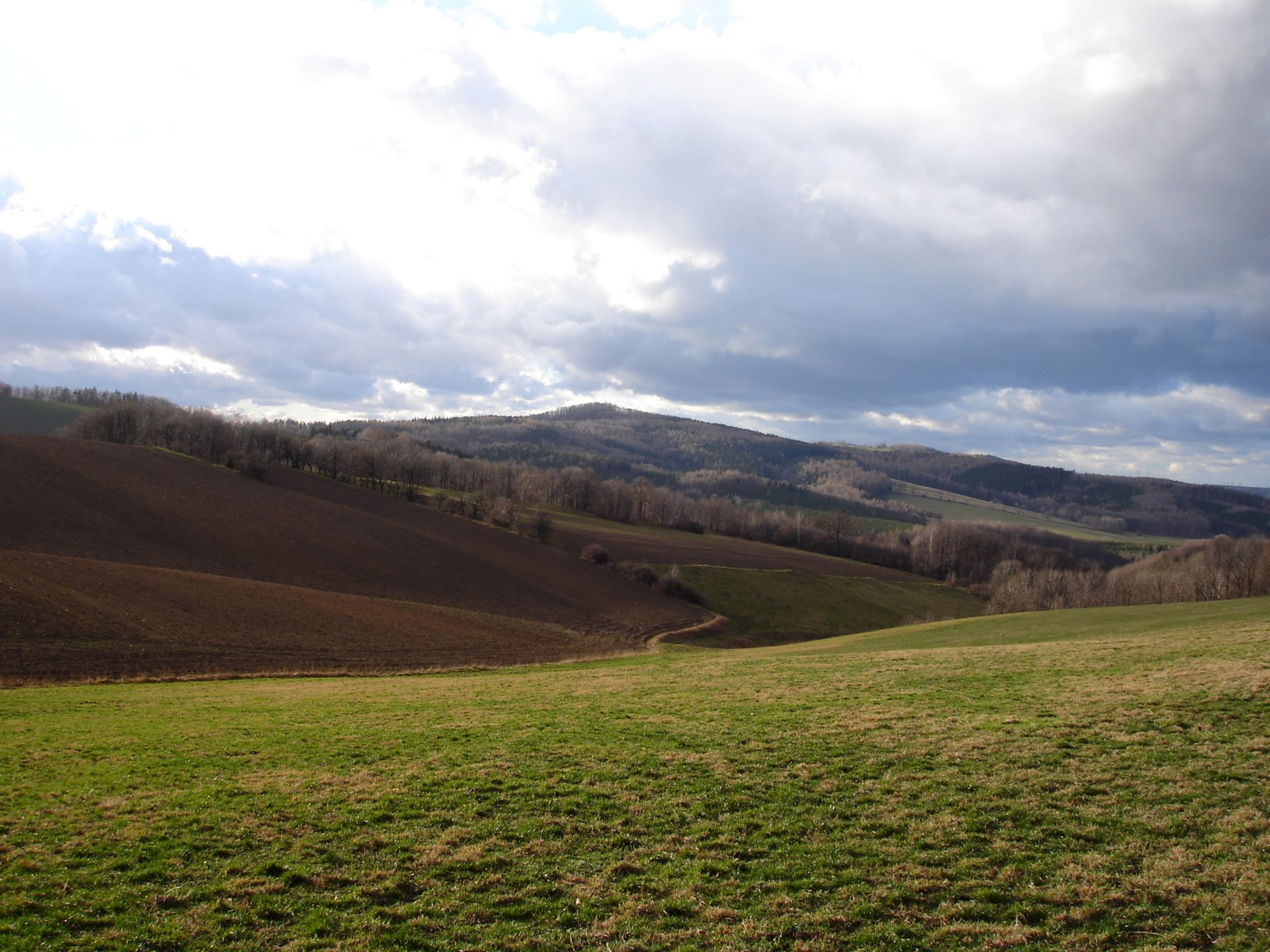
Blick vom Finckenfang zum Wilisch

Die weithin sichtbare Anhöhe liegt in der Gemeinde Müglitztal südlich des Ortsteils Maxen an der nördlichen geologischen Grenze des Osterzgebirges (Karsdorfer Verwerfung).
Die Aussicht wird durch die Berge des Lausitzer Berglands, des Elbsandsteingebirges mit dem Lilienstein und der Festung Königstein sowie dem Erzgebirgskamm bestimmt. 

## Geschichte
Benannt ist der Finckenfang nach dem preußischen General von Finck, der im Gefecht von Maxen am 21. November 1759 gefangen genommen wurde. Allerdings erfolgte die Festnahme selbst nicht auf diesem Berg, sondern in Ploschwitz.